# بلازينغ تينس
بلازينج تينز (بالإنجليزية: Blazing Teens) هو مسلسل رسوم متحركة منتج في الصين يحكى عن المدارس الإعدادية التي لها فرق لعب اليويو، ويحكى كذلك عن أفضل أبطال لعب اليويو في العالم.

## قصةالمسلسل
تدور الأحداث حول ثلاثة فرق يتنافسون في لعبة «اليويو»، حيث يسعى كل فريق إلى تحقيق الفوز، وإثبات أحقيته بلقب الفريق الأفضل، الأمر الذي يتطلب قيادة متميزة للفريق، وتعاونًا بين كل لاعبيه، يصب في النهاية في مصلحة الفريق.
يتغير الأمر تمامًا عندما يلتحق الفتى «ليام» بالمدرسة التي ينتمي إليها «جاكي» ولاعبو فريقه، حيث ينضم إلى الفريق، ويعيش لاعبو الفريق قصة ممتعة جدًّا حول لعبة «اليويو» والحياة المدرسية.

## فريق بلازينغ
هو فريق للعب اليويو وهو يتمتع بشعبية كبيرة جدا في الصين كلها لأنه من أمهر الفرق

### شخصيات الفريق
ليام : فتى تلقائي جدًّا، يتمتع بشخصية مستقيمة وهو يمتلئ بالحيوية والنشاط، ويتمتع بقوة الإرادة وهولا يتخلى بسهولة عن تحقيق أهدافه، ويسعى جاهدًا إلى إنجازها وهو مغرم بالقصص الكوميدية، ويحب تناول المكرونة كثيرًا.
جاكى : قائد فريق «بلازينك»، صاحب السمعة الطيبة في لعبة «اليويو» ويمتلك قوة الإرادة، ويتمتع بقدرة عالية على تحمل المسؤولية وهو هادئ جدًّا ومنضبط، ودقيق في كل تصرفاته ويهوى لعبة كرة القدم بشكل كبير.
تونى : مدرب فريق «بلازينك» المتميز جدًّا في لعبة «اليويو» وهو لطيف جدًّا، ويتصف بكرمه وطيبة القلب.ويعيبه أنه يبدو كسولا في بعض الأحيان، ومن السهل إيقاعه في المشكلات.
جيرى : صبي ودود طيب القلب، يحظى بحب أصدقائه ويحسن دائمًا التعامل مع الآخرين، ولا يتردد في مساعدتهم ويحب لعبة «اليويو» جدًّا، ويحلم دائمًا بتفوق فريقه ويهوى رسم الشخصيات الكرتونية المختلفة.
ليلى : فتاة ذكية، قوية العزيمة، تتمتع بحب الجميع ومتفائلة جدًّا، ولا تفقد الأمل أبدًا في تحقيق أهدافها وتعمل دائمًا بجد للتغلب على ما يواجهها من صعاب وإحباطات وتهوى قراءة الروايات والقصص كثيرًا.
كين : لاعب «يويو» متميز، يتمتع بشخصية قوية وهو لا يخشى توجيه النقد إلى الآخرين، حتى وإن كان لاذعًا ويبدو متعجلاً، ويفتقد إلى التمتع بالصبر في بعض الأحيان ويهوى الرياضات المختلفة بشكل كبير.
ساندى : منسقة فريق «بلازينك» المشهور جدًّا في لعبة «اليويو» وهادئة الطباع، وعقلانية، ومنظمة التفكير وتهوى إصلاح ما يقع تحت يديها من أشياء تالفة.

## فريقالإعصارالقوى
هو فريق من فرق المدارس الثانوية التي تلعب اليويو وقائده كان يلعب مع جاكى سابقا ويعتبر هذا الفريق موالى لفريق بلازينج ومصادق له

### شخصيات الفريق
تيم : مدرب فريق «الإعصار القوى» للعبة «اليويو» ويتصف بحكمته ورجاحة تفكيره ويهوى التدرب على رياضة الكونغ فو
شعاع (ريه) : قائد فريق «الإعصار القوى» للعبة «اليويو» وهو فتى حاد الطباع يبدو كئيبًا في كثير من الأحيان ويتحمل المسؤولية دائمًا ويسعى إلى الارتقاء بفريقه ويمضي كثيرًا من وقته في دراسة كيفية دمج مهارات «اليويو» القتالية.
كارلوس : فتى متمرد حاد الطباع بشكل واضح وهو شديد الغضب والثورة؛ لذا ينفر الآخرون منه واهتمامه الوحيد هو ممارسة لعبة «اليويو».
نيل : صبي متكبر، حاد الطباع، يصعب التعامل معه ويبدو في كثير من الأحيان متشددًا نوعًا ما وهو يهوى جمع ألعاب اليويو القديمة.
بصلة : صبي طيب القلب، يتمتع بالذكاء ورجاحة الفكر ويتميز بدقته وحرصه الشديدين وهو يبدو خجولاً ومترددًا في كثير من الأوقات.
جيم : أحد لاعبي فريق «إعصار» للعبة «اليويو» ويبدو متأنقًا وحريصًا دائمًا على نظافة الشخصية ويحب دائمًا تنظيف لعبة «اليويو» الخاصة به.
كيلى: هي منسقة فريق «إعصار» للعبة «اليويو» ومندفعة الشخصية، وتبدو متسلطة دائمًا وتحب إعداد القهوة لمدرب الفريق.
=== فريق [[النسر الفضى
هو فريق من أقوى فرق الصين جاء مؤسسه ((ديلان)) من الولايات المتحدة الأميريكية وأسسه ويعتبر ديلان بطل العالم في لعبة اليويو وفريقه يعتبر قويا جدا مثله
ديلان : كابتن فريق «الصقر» للعبة «اليويو» وهو هادئ الطباع، وقادر على تحمل المسؤولية ويتغلب على المشكلات بأساليب مبتكرة ومتميزة ويتمتع بثقة فريقه، ولا يتوقف عن التفكير في صالحه.
تكاشى : نائب كابتن فريق «صقر» للعبة اليويو وهادئ الطباع، ويتمتع بشخصية مستقيمة وهوصاحب تفكير سليم ومنطقي، ويتمتع برؤية ثاقبة للأمور ويترك دائمًا انطباعًا جيدًا عنه لدى الآخرين.
سين : أحد لاعبي فريق «الصقر» للعبة اليويو وهو صبي مستقيم، هادئ الطباع، إلا أنه يبدو مهملاً نوعًا ما.
ومغرم جدًّا بالملاكمة، ومولع بالثقافة الصينية.
ستيفن : عضو فريق «الصقر» للعبة اليويو ويحب تقليد أصوات الآخرين، ويؤدي ذلك بمهارة كبيرة.
صديق مقربب جدًّا لـ «آندي».
آندى : فتى هادئ الطباع، سهلة التعامل وهو يحب دائمًا أن يسبب السعادة للآخرين وأداؤه متميز إلى حد بعيد، ولكنه يبدو مستهترًا في بعض الأحيان ويهوى ممارسة لعبتي «سكيت بورد» و«هيب هوب»، ويلقب ببطل الـ «هيب هوب».

## أنظر أيضاً
- بلازينغ تيم